# Сарык-тепе
Сарык-тепе — руины древнего замка небольшого укреплённого поселения в долине реки Кашкадарья. От замка доисламского времени сохранился лишь фрагмент остатков здания у ворот Сарык-тепе.
Время строительства здания — конец VII — начало VIII веков — определяется находками монет, о том же времени свидетельствует его строительная техника и сохранившаяся архитектура. Массивные стены замка были сложены в характерной для доисламской эпохи комбинированной технике. Слои пахсы высотой 50—70 сантиметров, с вертикальными надрезами, чередуются с прослойками сырца, отформовонного из ярко-красной глины, — в контрасте естественного желтоватого цвета пахсы с красными прослойками сырца исследователь видит сознательный декоративный эффект. Размер сырцовых кирпичей типичен для монументальных построек во всех землях Согда и в Уструшане предисламского времени.
В устройстве сохранившейся части замка у ворот Сарык-тепе бросается в глаза Г-образный кулуар с характерным выделением его угловой части. Раскопанные на Сарык-тепе руины — всего лишь фрагмент, часть неизвестного целого. По данным исследователей, замок состоял не только из этих нескольких помещений, определивших его типологическую принадлежность и в него наверняка входили комнаты жилого и прочего назначения, составлявшие общую организованную структуру. Неясно даже устройство перестроенного зала, оборудованного — вопреки традиции — двумя входами, лежащими один напротив другого.